# Bartomeu Blanch i Castells
Bertomeu Blanch i Castells (Monistrol de Montserrat, 30 de novembre del 1816 - Buenos Aires, 1891) va ser un organista, violinista, mestre de capella i compositor català del segle xix.

## Biografia

#### Educació i càrrecs
La seva formació va començar de la mà dels pares Jacint Boada i Benet Brell a l'Escolania de Monteserrat. En 1832 fou nomenat organista de Cardona, un càrrec que més tard va desenvolupar a Santa Eulàlia de Berga on també va ser mestre de música. A partir del 1850 i fins 1859, va ser l'organista i el mestre de capella de la l'església del Sant Esperit de Terrassa després de la dimissió de Josep Terrades. En 1859 es va encarregar de la direcció de l'Escolania de Montserrat on va estar-hi cinc anys fins que al 1864 va anar-se'n cap a Cuba. Uns anys més tard es va establir definitivament a Buenos Aires on va desenvolupar un mètode perfecte i econòmic a l'hora de escriure llibres de cor.

## Obres
Bartomeu és autor de simfonies, dues misses de rèquiem i altres composicions eclesiastiques com himnes, rosaris, salves, goigs i villancets. Es conserven obres seves als fons musicals de la catedral-basílica del Sant Esperit de Terrassa (TerC) i de l'església parroquial de Sant Pere i Sant Pau de Canet de Mar (CMar).
- Contradansa de variacions de flauta i clarinet
- Gozos de la Purísima concepción de María (ca 1850-1860), a 4 veus i gran orquestra
- Jesu fili David a diferents veus
- Marciale, marxa
- Missa (1858), a quatre veus, cor i gran orquestra
- Missa de Rèquiem
- Nulla rei fit scis..., ària de contralt amb violins, clarinets, flauta, cornet, trompes, buczen i acompanyament
- O curx, a tres veus, cor i orquestra
- O Salutaris
- Respons, a tres veus i cor amb violins, flautes, fagot i baix
- Sub tuum proesidium, a quatre veus
- Vals, de fiscorns
- Set Rosaris, set Salves, set goigs a la Verge a tres veus i cor